# Aldo De Benedetti
Aldo De Benedetti (Roma, 13 agosto 1892 – Roma, 19 gennaio 1970) è stato un commediografo e sceneggiatore italiano.

## Biografia
Fu attivo dalla fine degli anni '20 fino alla morte sia come autore di commedie leggere sia come sceneggiatore di film del cosiddetto periodo dei telefoni bianchi. 
Poiché era ebreo, dopo la promulgazione delle leggi razziali, il suo nome non poté più comparire nei titoli come autore delle sceneggiature o dei soggetti dei film. Per lo stesso motivo non poté far rappresentare commedie tra il 1938 e la fine della seconda guerra mondiale.
I suoi lavori teatrali più noti e rappresentati sono Due dozzine di rose scarlatte (scritto nel 1936 per Vittorio De Sica e Giuditta Rissone) e Gli ultimi cinque minuti del 1951.
Si suicidò a settantasette anni con il gas. Sua moglie disse a proposito ch'egli soffriva di un "esaurimento nervoso" acuito dalle difficoltà incontrate ultimamente nel lavoro.
Tutte le sue commedie furono pubblicate in volume per le Edizioni del Borghese a cura di Achille Fiocco e Alberto Perrini.

## Opere

### Opere teatrali
- La resa di Titì (1931)
- Non ti conosco più (1932)
- Milizia territoriale (1933)[3]
- Lohengrin (1933)
- L'uomo che sorride (1935)
- Due dozzine di rose scarlatte (1936)
- Sbaglio di essere vivo (1945)
- L'armadietto cinese (1947)
- Gli ultimi cinque minuti (1951)
- Buonanotte, Patrizia! (1956)
- Il libertino (1960)
- Il libertino (1971)

## Cinema

### Regie
- Marco Visconti (1923)
- Garibaldi (1926)
- La grazia (1929)

### Film tratti da sue opere
- L'uomo che sorride (1936) di Mario Mattoli
- Gli ultimi cinque minuti (1955) di Giuseppe Amato
- Non ti conosco più (1958) di Guglielmo Morandi
- Milizia territoriale (1960) di Claudio Fino
- Gli ultimi cinque minuti (1966) di Carlo Lodovici
- Due dozzine di rose scarlatte (1966) di F. Bollini
- Il marito è mio e l'ammazzo quando mi pare (1967) di Pasquale Festa Campanile
- L’armadietto cinese (1975) di Giacomo Colli
- Non ti conosco più amore (1980) di Sergio Corbucci
- Buonanotte Patrizia (1981) di Raffaele Meloni
- Il tango della gelosia (1981) di Steno
- Scusa se è poco (1982) di Marco Vicario
- Due dozzine di rose scarlatte (1982) di Davide Montemurri

### Sceneggiature cinematografiche
(lista incompleta)
- Il corsaro, regia di Augusto Genina (1923)
- Gli uomini, che mascalzoni!, regia di Mario Camerini (1932)
- Non ti conosco più, regia di Nunzio Malasomma (1936)
- 30 secondi d'amore, regia di Mario Bonnard (1936)
- Eravamo 7 sorelle, regia di Nunzio Malasomma (1937)
- Hanno rapito un uomo, regia di Gennaro Righelli (1938)
- Mille chilometri al minuto!, regia di Mario Mattoli (1939)
- Maddalena... zero in condotta, regia di Vittorio De Sica (1940)
- Rose scarlatte, regia di Giuseppe Amato e Vittorio De Sica (1940)
- Pazza di gioia, regia di Carlo Ludovico Bragaglia (1940)
- Ore 9: lezione di chimica, regia di Mario Mattoli (1941)
- 4 passi fra le nuvole, regia di Alessandro Blasetti (1942) (sceneggiato con Piero Tellini e Cesare Zavattini)
- Giorno di nozze, regia di Raffaello Matarazzo. (1942)
- La bisbetica domata, regia di Ferdinando Maria Poggioli (1942)
- Se io fossi onesto, regia di Carlo Ludovico Bragaglia (1942)
- Un garibaldino al convento, regia di Vittorio De Sica (1942)
- Mio figlio professore, regia di Renato Castellani (1946)
- Il mondo vuole così, regia di Giorgio Bianchi (1946)
- Daniele Cortis, regia di Mario Soldati (1947)
- Una lettera all'alba, regia di Giorgio Bianchi (1948)
- Vent'anni, regia di Giorgio Bianchi (1949)
- Taxi di notte, regia di Carmine Gallone (1950)
- Catene, regia di Raffaello Matarazzo (1950)
- Tormento, regia di Raffaello Matarazzo (1951)
- Il microfono è vostro, regia di Giuseppe Bennati (1951)
- I figli di nessuno, regia di Raffaello Matarazzo (1951)
- Il tenente Giorgio di Raffaello Matarazzo (1952)
- Chi è senza peccato..., regia di Raffaello Matarazzo (1952)
- Una di quelle, regia di Aldo Fabrizi (1953)
- Tradita, regia di Mario Bonnard (1954)
- Era di venerdì 17, regia di Mario Soldati (1956)
- Da giovedì a giovedì, regia di Guglielmo Morandi (1957)
- Lohengrin, regia di Stefano De Stefani (1957)
- L'ultima violenza, regia di Raffaello Matarazzo (1957)
- Malinconico autunno, regia di Raffaello Matarazzo (1958)